# Treuenbrietzen
Treuenbrietzen er en by i landkreis Potsdam-Mittelmark i den sydvestlige del af den tyske delstat Brandenburg, beliggende i landskabet Fläming.

## Geografie
Treuenbrietzen (tidligere kun Britzen) ligger ved floden Nieplitz og i Naturpark Nuthe-Nieplitz. I byen krydser den gamle handelsvej fra Berlin til Leipzig og den muligvis endnu mere betydningsfulde vej fra Magdeburg over Jüterbog mod øst og sydøst. Den ligger 17 km sydvest for Beelitz, 23 km vest for Luckenwalde, 21 km nordvest for Jüterbog, 32 km nordøst for Wittenberg og 20 km øst for Belzig.

### Bydele og bebyggelser
- Bardenitz med bebyggelserne Pechüle og Klausdorf
- Brachwitz
- Dietersdorf
- Feldheim med bebyggelsen Schwabeck
- Frohnsdorf
- Lobbese med bebyggelserne Zeuden og Pflügkuff
- Lüdendorf
- Lühsdorf
- Marzahna med bebyggelsen Schmögelsdorf
- Niebel
- Niebelhorst
- Rietz med bebyggelserne Rietz-Ausbau, Rietz-Bucht und Neu-Rietz